# Cneu Otávio (cônsul em 128 a.C.)
Cneu Otávio (português brasileiro) ou Cneu Octávio (português europeu) (em latim: Gnaeus Octavius) foi um político da gente Otávia da República Romana eleito cônsul em 128 a.C. com Tito Ânio Lusco Rufo. Era filho de Cneu Otávio, cônsul em 165 a.C., e pai de Cneu Otávio, cônsul em 87 a.C..

## Carreira
Foi eleito cônsul em 165 a.C. com Tito Ânio Lusco Rufo. Segundo Cícero, foi um dos melhores oradores de seu tempo.